# Filip Dewulf
Pour les articles homonymes, voir Dewulf.
Filip Dewulf est un ancien joueur belge de tennis né le 15 mars 1972 à Mol.

## Carrière
Filip Dewulf a commencé sa carrière professionnelle en 1990 et a pris sa retraite en 2002.
En 1997, il atteint les demi-finales du tournoi de Roland-Garros alors qu'il sortait des qualifications. Il bat notamment Àlex Corretja, 8e joueur mondial. Il s'incline en demi-finale face à Gustavo Kuerten, vainqueur du tournoi. Grâce à cette performance, il devient le premier demi-finaliste belge dans un tournoi du Grand Chelem et également le joueur qualifié ayant atteint le meilleur résultat dans un tournoi du Grand Chelem. Cette performance lui vaut une participation à la Coupe du Grand Chelem qui réunit les 16 joueurs ayant réalisé les meilleures performances de la saison en Grand Chelem. Il y échoue au premier tour face à Cédric Pioline.

## Palmarès

### Titres en simple messieurs
| No | Date       | Nom et lieu du tournoi   | Catégorie    | Dotation  | Surface         | Finaliste     | Score              |  |
| -- | ---------- | ------------------------ | ------------ | --------- | --------------- | ------------- | ------------------ |  |
| 1  | 16-10-1995 | CA Tennis Trophy, Vienne | World Series | 465 000 $ | Moquette (int.) | Thomas Muster | 7-5, 6-2, 1-6, 7-5 |  |
| 2  | 21-07-1997 | Generali Open, Kitzbühel | World Series | 500 000 $ | Terre (ext.)    | Julián Alonso | 7-62, 6-4, 6-1     |  |

### Titre en double messieurs
| No | Date       | Nom et lieu du tournoi | Catégorie    | Dotation  | Surface      | Partenaire   | Finalistes                  | Score    |  |
| -- | ---------- | ---------------------- | ------------ | --------- | ------------ | ------------ | --------------------------- | -------- |  |
| 1  | 23-08-1993 | Croatia Open Umag      | World Series | 275 000 $ | Terre (ext.) | Tom Vanhoudt | Jordi Arrese Francisco Roig | 6-4, 7-5 |  |

## Parcours dans les tournois du Grand Chelem

### En simple
| Année | Open d'Australie | Open d'Australie | Internationaux de France | Internationaux de France | Wimbledon       | Wimbledon     | US Open         | US Open      |
| ----- | ---------------- | ---------------- | ------------------------ | ------------------------ | --------------- | ------------- | --------------- | ------------ |
| 1994  | 2e tour (1/32)   | J. Renzenbrink   | —                        | —                        | —               | —             | —               | —            |
| 1995  | 1er tour (1/64)  | A. Voinea        | —                        | —                        | 1er tour (1/64) | I. Kafelnikov | —               | —            |
| 1996  | 2e tour (1/32)   | F. Clavet        | 1er tour (1/64)          | J. Björkman              | 2e tour (1/32)  | B. Ulihrach   | 1er tour (1/64) | G. Raoux     |
| 1997  | 2e tour (1/32)   | S. Draper        | 1/2 finale               | G. Kuerten               | 1er tour (1/64) | A. Pavel      | 1er tour (1/64) | J. Van Herck |
| 1998  | 1er tour (1/64)  | T. Woodbridge    | 1/4 de finale            | À. Corretja              | 2e tour (1/32)  | P. Korda      | 1er tour (1/64) | S. Doseděl   |

N.B. : à droite du résultat se trouve le nom de l'ultime adversaire.

## Parcours dans lesMasters 1000
| Année | Indian Wells | Miami               | Monte-Carlo           | Rome             | Hambourg               | Canada                  | Cincinnati           | Stuttgart            | Paris             |
| ----- | ------------ | ------------------- | --------------------- | ---------------- | ---------------------- | ----------------------- | -------------------- | -------------------- | ----------------- |
| 1996  | -            | -                   | 1er tour T. Carbonell | -                | -                      | 1er tour A. Berasategui | 1er tour W. Ferreira | 1er tour R. Furlan   | -                 |
| 1997  | -            | 2e tour A. Costa    | -                     | -                | 1er tour A. Martín     | -                       | -                    | 1er tour P. Haarhuis | 1er tour G. Raoux |
| 1998  | -            | 2e tour W. Ferreira | -                     | 2e tour A. Costa | 2e tour J. Knippschild | -                       | -                    | -                    | -                 |

N.B. : sous le résultat se trouve le nom de l’ultime adversaire.